# Smithfield (Carolina del Nord)
Smithfield és una població dels Estats Units i seu del comtat de Johnston a l'estat de Carolina del Nord. Segons el cens del 2008 tenia 12.965 habitants.

## Demografia
Segons el cens del 2000, Smithfield tenia 11.510 habitants, 4.417 habitatges i 2.676 famílies. La densitat de població era de 389,1 habitants per km².
Dels 4.417 habitatges en un 26,6% hi vivien nens de menys de 18 anys, en un 42,1% hi vivien parelles casades, en un 14,9% dones solteres, i en un 39,4% no eren unitats familiars. En el 35,7% dels habitatges hi vivien persones soles el 16,3% de les quals corresponia a persones de 65 anys o més que vivien soles. El nombre mitjà de persones vivint en cada habitatge era de 2,3 i el nombre mitjà de persones que vivien en cada família era de 2,97.
Per edats la població es repartia de la següent manera: un 21,3% tenia menys de 18 anys, un 8,3% entre 18 i 24, un 29,2% entre 25 i 44, un 22,9% de 45 a 60 i un 18,2% 65 anys o més.
L'edat mediana era de 39 anys. Per cada 100 dones de 18 o més anys hi havia 97,6 homes.
La renda mediana per habitatge era de 27.813 $ i la renda mediana per família de 37.929 $. Els homes tenien una renda mediana de 29.567 $ mentre que les dones 24.440 $. La renda per capita de la població era de 18.012 $. Entorn del 14,5% de les famílies i el 20,6% de la població estaven per davall del llindar de pobresa.

## Poblacions més properes
El següent diagrama mostra les poblacions més properes.